# Halo. Призраки Оникса
Halo: Призраки Оникса (анг. Halo: Ghosts of Onyx) — фантастический роман из вымышленной вселенной«Halo» написанный Эриком Ниландом. Книга основана на серии компьютерных игр «Halo» и опубликована 31 октября 2006 года. Призраки Оникса стала четвёртой книгой в серии и третьей работой Ниланда на эту тему. Также данная книга является первой из трёх, опубликованных издательством Tor Books, в отличие от предыдущего издателя, Del Rey, который опубликовал только одну книгу серии. Аудиоверсия книги стала доступна 6 февраля 2007 года и включает в себя девять дисков и озвучена Джонатаном Дэвисом.

## От издательства
Правительство раскрыло существование программы «Спартанцев-II». Рассказы о суперсолдатах, которые сражаются с тысячами солдат Ковенанта давно стали предметом солдатских баек.
Так сколько же Спартанцев на самом деле?
В то время как Мастер Чиф защищает Землю, а фанатичный Ковенант продолжает кампанию по уничтожению человечества, секретное подразделение Службы военной разведки известное как 3-й отдел приводит в действие план, цель которого — отсрочить неизбежное. Для этого потребуются тысячи суперсолдат… и ещё один Спартанец.
Оникс — загадочная планета, стертая со всех карт, является идеальным местом для осуществления этого плана. Как только Мастер Чиф уничтожает Хало, внутри Оникса пробуждается древняя сила. Космическое Командование Объединённых Наций и Ковенант вступают в схватку за бесценные технологии давно исчезнувшей расы Предтечей, которые способны навсегда изменить ход Войны Человечества и Ковенанта.
Однако у древней силы есть собственные планы…

## Подробное описание

### Пролог: Победа роты Бета в системе Дельта Пегаса
Роман начинается с событий, участниками которых являются Спартанцы-III из роты Бета высадившихся на планету Дельта Пегаса в 2545 году. Спартанцы успешно выполняют задание по уничтожению заправочной станции Ковенанта, однако из-за необычайно сильного сопротивления врага из трёхсот Спартанцев выживают только двое, двенадцатилетние Том-B292 и Люси-B091. Люси становится немой из-за психологической травмы, вызванной гибелью остальных Спартанцев, а также товарищей по команде, Адама-B004 и Миня-B174.

### Глава 1: Эмброуз
Повествование возвращается в 2531 год, когда Синей команде Спартанцев-II приказали вернуть ядерные боеголовки, украденные повстанцами. Несмотря на то, что почти вся команда попадает в плен к лидеру повстанцев генералу Грейвсу, своевременное вмешательство Курта-051 позволяет им успешно выполнить задание. Вскоре после этого роман переходит на встречу полковника 3-го отдела СВР Джеймса Акерсона с высшим руководством СВР: контр-адмиралом Ричем, капитаном Гибсоном и вице-адмиралом Маргарет Парагонски. На этой встрече они приходят к выводу, что проект «Спартанец-II» является слишком дорогим и для выполнения заданий повышенного риска будет необходимо создать новое поколение Спартанцев. Новый проект было решено назвать программой «Спартанец-III», целью которого было создание большего количества суперсолдат, но с меньшими затратами. Для осуществления этой программы в ведомство Акерсона передают планету Оникс, которую решено использовать в роли тренировочного лагеря, а также обещают выдать в распоряжение одного Спартанца-II. Месяц спустя Спартанцев-II, Курта, Келли и Фреда отправили на Станцию «Дельфы», чтобы расследовать случай неисправной работы сверхсветового двигателя. Когда Курт приближается к двигателю, его реактивный ранец замкнуло и выкинул его в глубокий космос. Курт просыпается месяц спустя и встречает Акерсона, который рассказывает ему, что «расследование» было необходимо для вербования Курта. Акерсон вводит его в курс проекта «Спартанец-III» и приказывает ему начать набор кандидатов. Акерсон повышает Курта до младшего лейтенанта флота и дает ему фамилию Эмброуз, чтобы скрыть его происхождение как Спартанца-II.

### Глава 2: Спартанцы-III
Глава начинается с того как на Ониксе Курт проводит отсев среди кандидатов, с целью выяснить кто же из них по-настоящему желает быть Спартанцем. Кандидаты должны были совершить ночной прыжок с парашютом с большой высоты. Один из кандидатов, Шейн, испугался высоты и был выброшен с самолёта другим кандидатом, Робертом. После приземления они сразу же начали драться. Тренеры, которые разняли их, выразили надежду, что «остальные кандидаты будут столь же агрессивны».
Спустя многие годы, Курт вернулся на борт «Точки Невозврата» на слушание доклада об эффективности Спартанцев-III из роты Альфа и получения указаний для отбора кандидатов в роту Бета. На этом слушании он узнает о гибели всех членов роты Альфа во время операции «Прометей». Опустошенный записью с поля боя и новостью о гибели своих подопечных, он улучшает программу тренировок для роты Бета, и требует модернизацию их бронекостюмов. Однако, несмотря на все его усилия, почти все Спартанцы роты Бета, за исключением Тома-Б292 и Люси-Б091, погибают при выполнении операции «Торпеда». Несмотря на протесты полковника Акерсона, последние два Спартанца были переведены под командование Курта для участия в тренировках роты Гамма. В попытках уменьшить потери среди Спартанцев, Курт вводит запрещенные процедуры в программу медицинского улучшения роты Гамма, направленную на изменение химических процессов головного мозга и сделать их более устойчивыми к боли и шоку. Искусственный интеллект Суровая Зима замечает это и предупреждает об этом Курта, который, однако, удаляет документы, так как сам являлся инициатором этого.

### Глава 3: Непрошеные гости
Действие переносится в 31 октября 2552 года, когда три группы из роты Гамма, группа Сабля, Катана и Гладий остались на Ониксе, чтобы сразиться за звание лучшей. Состязание проводилось недалеко от закрытой Зоны 67, где в прошлом бесследно исчезла группа Спартанцев из роты Бета. Во время испытания на три группы, а также личный состав базы нападают дроны неизвестного происхождения. Оставшиеся в живых люди остались один на один с новой угрозой.

### Глава 4: Доктор Кэтрин Халси
В этой главе доктор Кэтрин Халси и Келли-087 прибывают на Оникс, где на них нападают дроны. Дроны атакуют корабль Халси, и тот разбивается на поверхности планеты. Уже на поверхности они натыкаются на выживших людей среди которых были группа Сабля, Курт и старшина Мендез. Вспомнив доклад Кортаны о событиях на Установке 04, Халси обозначает дронов как Стражей Оникса. Халси удалось отправить сообщение земному командованию, в котором она запросила подкрепления. Сообщение Халси заблокировало сообщение Кортаны в конце Halo 2, в котором она предупреждает о Дредноуте Предтечей с Джоном-117 на борту, который направляется к Земле, а также о Потопе, который пытается вырваться с Ореола Дельта.

### Глава 5: Синяя команда
В главе 5 действие переносится на Землю, спустя две недели после вторжения Ковенанта. В ответ на сигнал бедствия доктора Халси, лорд Худ отзывает с передовой Спартанцев-II, Фреда-104, Уилла-043 и Линду-058. Спартанцы захватывают эсминец Ковенанта, убивают присутствующих на борту ковенантов, выпустив атмосферу, и летят на нём на Оникс. По прибытии на них также нападают Стражи, однако им удается достичь поверхности и соединиться с остальными людьми, после чего они направляются в запретную зону.

### Глава 6: Призраки Оникса
Действие переносится в район Установки 05, где началась Гражданская война Ковенанта. Элиты перехватывают сообщение Халси и узнают о существовании Оникса и технологиях Предтеч. Во время собрания Сепаратистов Ковенанта на планете Радостное Ликование, было решено отправить на Оникс небольшой флот. Командующим флотом из восемнадцати эсминцев, двух крейсеров и одного носителя стал Воро Нар 'Мантакри. Вскоре после отправления флота Воро 'Мантакри, на борту сверхносителя Ковенанта, "Надменное Превосходство", случайно детонирует трофейная сверхмощная бомба ККОН (посмертный «подарок» адмирала Уиткомба). Последовавшая за взрывом ударная волна уничтожает четверть от всей планеты, естественный спутник Малхим и весь флот Сепаратистов.

### Глава 7: Восстановители
Прибывшие в систему Оникса флоты Ковенанта и ККОН начинают космическое сражение между собой и Стражами Оникса, которые атакуют любые корабли, приближающиеся к планете. Флот ККОН, за исключением одного корабля-разведчика, был уничтожен в неравном бою. На Ониксе люди находят город Предтеч; доктор Халси приходит к выводу, что вся планета представляет собой так называемый «мир-крепость», или Заточенный щит на языке Предтечей. Заточенные щиты были построены Предтечами в качестве бомбоубежищ, в которых можно было укрыться от активации Ореолов, которые уничтожили всю жизнь в галактике, потенциальную пищу для Потопа.
После того как группа оторвалась от преследовавших ковенантов, она отправилась глубже в недра планеты, чтобы раскрыть её тайны. Незадолго до этого искусственный интеллект СВР связался с доктором Халси и сообщил ей о сооружении Предтеч под северным полюсом планеты — так называемый завод по производству Стражей, который создает до 600 Стражей в час, и который было необходимо уничтожить. После отключения завода, они отправляются на поиски группы Катана. Они находят восемь капсул, в пяти из них Спартанцы Катаны пребывают в заточении в пространстве скольжения внутри капсул. Капсулы были спроектированы так, что внутри них создается червоточина, куда помещается заключённый, таким образом ему не может быть нанесен вред, потому что он находится и внутри неё, и нет. Остается неизвестным кто находится в трёх других капсулах, возможно, это Предтечи или сотрудники Зоны 67. В ядре планеты они натыкаются на барьер из пространства скольжения, который телепортирует в Сферу Дайсона. В перестрелке с ковенантами погибают Холли-Г003 и Уилл-043: Холли пожертвовала собой, чтобы спасти Келли-087, а Уилл вступил в рукопашный бой с парой Охотников, убив голыми руками одного из них и заслужив уважение Элитов перед тем, как его убивает другой Охотник. Халси, Мендез, Том, Люси и другие Спартанцы проходят через барьер. Курт остается, чтобы не дать ковенантам пройти за ними. Он тянет время, выжидая, пока полностью закроется дверь в ядро, после чего обозначает себя как пропавшего без вести Спартанца-051, тем самым продолжая традицию того, что ни один Спартанец не отмечается убитым в бою. Его жизнь оканчивается со словами в адрес Воро 'Мантакри: «Умереть? Разве ты не знаешь?.. Спартанцы не умирают», после чего он взрывает две ядерные бомбы, которые уничтожают портал в микросферу Дайсона.
Корабль-разведчик ККОН, «Сумрак» становится свидетелем того, как землетрясение разрушает поверхность планеты и обнажает слой, который состоит из триллиардов Стражей. Все Стражи были соединены друг с другом для создания непробиваемого щита вокруг Микросферы Дайсона. Внутри этой сферы оказывается мир с природным ландшафтом наподобие земного. В конце книги, Фред-104 берет на себя командование над выжившими людьми и приказывает начать поиск артефактов Предтечей, которые могут помочь им выбраться из микросферы Дайсона. Спартанцев-III принимают в Синюю команду. Келли приветствует новых членов и отмечает, что из них «выйдет отличная команда».

## Отзывы
Отзывы критиков о «Призраках Оникса» были в основном положительные. IGN заявила, что в книге были представлены несколько «довольно изящных эпизодов», и что концовка книги вышла «очень интересной и при этом совсем не спойлерит Halo3». Arbiter’s Judgment заключила, что книга вышла «потрясающим продолжением прошлой работы Ниланда, и что если вам понравилась, то вам понравятся и Призраки Оникса», такие простые и понятные".
Однако рецензия на сайте Subnova была менее положительная: «в книге фигурирует уйма новых персонажей… около трёхсот и при этом совсем не упоминаются старые персонажи. Читатель буквально тонет в массе новой информации». Subnova также отметила, что Мастера Чифа и Кортану намеренно «проигнорировали», так как им было уделено меньше внимания нежели в прошлых книгах.